# Ballstädt
Ballstädt ist ein etwa 700 Einwohner umfassender Ortsteil der Landgemeinde Nessetal im Landkreis Gotha in Thüringen (Gothaer Land).

## Geografie
Ballstädt liegt im Thüringer Becken, an den westlichen Ausläufern der Fahner Höhen, etwa in der Mitte zwischen Gotha, Erfurt und Bad Langensalza. Die Nachbarorte sind Hausen und Pfullendorf im Süden, Westhausen im Südwesten, Eschenbergen im Südosten, Aschara im Nordwesten und Burgtonna im Norden.
Nordöstlich der Ortslage erstrecken sich Wiesen und Felder bis zum Ballstädter Holz.
Die Ballstädter Flur ist Teil der Wasserscheide zwischen Elbe und Weser. In der sumpfigen Niederung am Südrand des Ortes entspringt die Tonna (früher Ballstedter Wasser), an der westlichen Flurgrenze liegt die Quelle des Seltengrabens, der sich unterhalb der Kirche mit den Quellen eines Dorfteiches namens Unterschwemme vereinigt und unweit der Obermühle in die Tonna einmündet.

## Geschichte
Die Flur von Ballstädt wurde bereits in vor- und frühgeschichtlicher Zeit besiedelt. Erste Funde von Bandkeramik-Tonscherben am Heuberg lassen auf eine Besiedelung bereits vor 5000–7000 Jahren schließen. Weitere Lesefunde führten 2003 zur Entdeckung eines Brandgräberfeldes aus der römischen Kaiserzeit.
Der Ortsname geht wohl auf Balder oder Baldur, den germanischen Gott des Lichtes und des Sommers zurück. Im Laufe der Jahrhunderte wurde aus Baldinstete (822) Bolcstat (867), Baldenstett (14. Jahrhundert) und dann Ballstädt. 1248 gab es einen Heinrich von Ballstedt, später Adelsfamilien von Fahner und von Scharfenstein. Sie besaßen eine Burg und ein Rittergut. Ab 1818 gab es ein Lampertsches Erblehngut.
Als (vermutliche) Ersterwähnung des Ortes gilt laut der 2022 erschienenen zweiten Dorfchronik der 21. Mai 977. Aufgrund einer anderen Erwähnung aus dem Jahr 822 feierte das Dorf aber bereits 1997 das 1175-jährige und 2022 das 1200-jährige Ortsjubiläum. Der Ort lag im Amt Gotha, das seit 1640 zum Herzogtum Sachsen-Gotha, seit 1672 zum Herzogtum Sachsen-Gotha-Altenburg und seit 1826 zum Herzogtum Sachsen-Coburg und Gotha gehörte.
1870 erhielt das aufstrebende Bauerndorf Ballstädt einen Bahnhof, 1913 elektrische Straßenbeleuchtung. Im Ersten Weltkrieg verlor Ballstädt 34 Männer, deren Namen auf dem 1921 eingeweihten Kriegerdenkmal genannt sind. Aus dem Zweiten Weltkrieg kehrten 55 Männer nicht zurück. 1994 wurde das vor der Kirche stehende Kriegerdenkmal um eine Tafel mit den Namen der Gefallenen des Zweiten Weltkrieges ergänzt. Die dabei überdeckte Tafel der im Ersten Weltkrieg Gefallenen wurde 2007 erneuert und 2012 ergänzt. Zerstörungen durch Kampfhandlungen hatte Ballstädt nicht zu verzeichnen, wenn es auch durch den Krieg insgesamt schwer getroffen wurde. Am 9. April fielen auf der Fahner Höhe sieben junge deutsche Soldaten durch amerikanische Panzergranaten. Die Sieben Gräber erinnern an sie. 1946 hatte Ballstädt 1.385 Einwohner, davon waren 421 Flüchtlinge und Vertriebene aus den deutschen Ostgebieten und 64 Staatenlose.
Zur Gewinnung von Brenn- und Bauholz wurden viele Bäume im Ort gefällt, der früher sehr reich daran gewesen war. 1956 wurde die LPG „Befreite Erde“ gegründet, 1960 wurden auch die letzten Bauern zum Eintritt gezwungen: Ballstädt war „vollgenossenschaftlich“ geworden. 1975 konnte das große Kulturhaus eingeweiht werden, für dessen Errichtung von den Einwohnern viele Aufbaustunden geleistet worden waren und das 2017–19 grundhaft saniert wurde. 1989/90 gab es auch in Ballstädt einen „Runden Tisch“ von Bürgern und Organisationen, der die kommenden gesellschaftlichen Veränderungen einleitete. 1990 ging die erste öffentliche Telefonzelle in Funktion (es gab zur DDR-Zeit nur sehr wenige private Fernsprechanschlüsse). 1991 begannen umfangreiche (Wieder-)Bepflanzungen mit Bäumen und Sträuchern in der Gemarkung. 2009 wurde die Straße nach Eschenbergen, 2012 die nach Burgtonna und 2014 die nach Westhausen erneuert; zudem wurden verschiedene Wege außerhalb des Dorfes asphaltiert bzw. betoniert.
Am 1. Januar 2019 wurden die zuvor selbständigen Gemeinden Ballstädt, Brüheim, Bufleben, Friedrichswerth, Goldbach, Haina, Hochheim, Remstädt, Wangenheim, Warza und Westhausen zur Landgemeinde Nessetal zusammengeschlossen. Ballstädt war zuvor Mitglied der Verwaltungsgemeinschaft Mittleres Nessetal, obwohl der Ort als einziger nicht im Tal der Nesse, sondern im Einzugsgebiet der Unstrut liegt.

## Bevölkerungsentwicklung
Entwicklung der Einwohnerzahl bis 1990:
- 1618: 507
- 1638: 240
- 1743: 463
- 1784: 507
- 1785: 508
- 1786: 506
- 1787: 511
- 1788: 510
- 1789: 521
- 1790: 521
- 1791: 521
- 1792: 526
- 1793: 526
- 1816: 546
- 1834: 632
- 1843: 652
- 1859: 719
- 1868: 754
- 1871: 783
- 1875: 779
- 1880: 804
- 1885: 773
- 1890: 781
- 1895: 755
- 1900: 743
- 1905: 768
- 1907: 779
- 1910: 809
- 1926: 824
- 1927: 830
- 1930: 844
- 1939: 919
- 1942: 930
- 1950: 1367
- 1960: 1317
- 1971: 996
- 1990: 863

Entwicklung der Einwohnerzahl seit der Gründung der Verwaltungsgemeinschaft Mittleres Nessetal (31. Dezember):
| - 1994: 751 - 1995: 768 - 1996: 765 - 1997: 766 - 1998: 765 | - 1999: 759 - 2000: 758 - 2001: 762 - 2002: 752 - 2003: 744 | - 2004: 739 - 2005: 721 - 2006: 732 - 2007: 720 - 2008: 703 | - 2009: 697 - 2010: 691 - 2011: 696 - 2012: 686 - 2013: 683 | - 2014: 669 - 2015: 667 - 2016: 673 - 2017: 650 - 2018: 644 |

## Kultur und Sehenswürdigkeiten

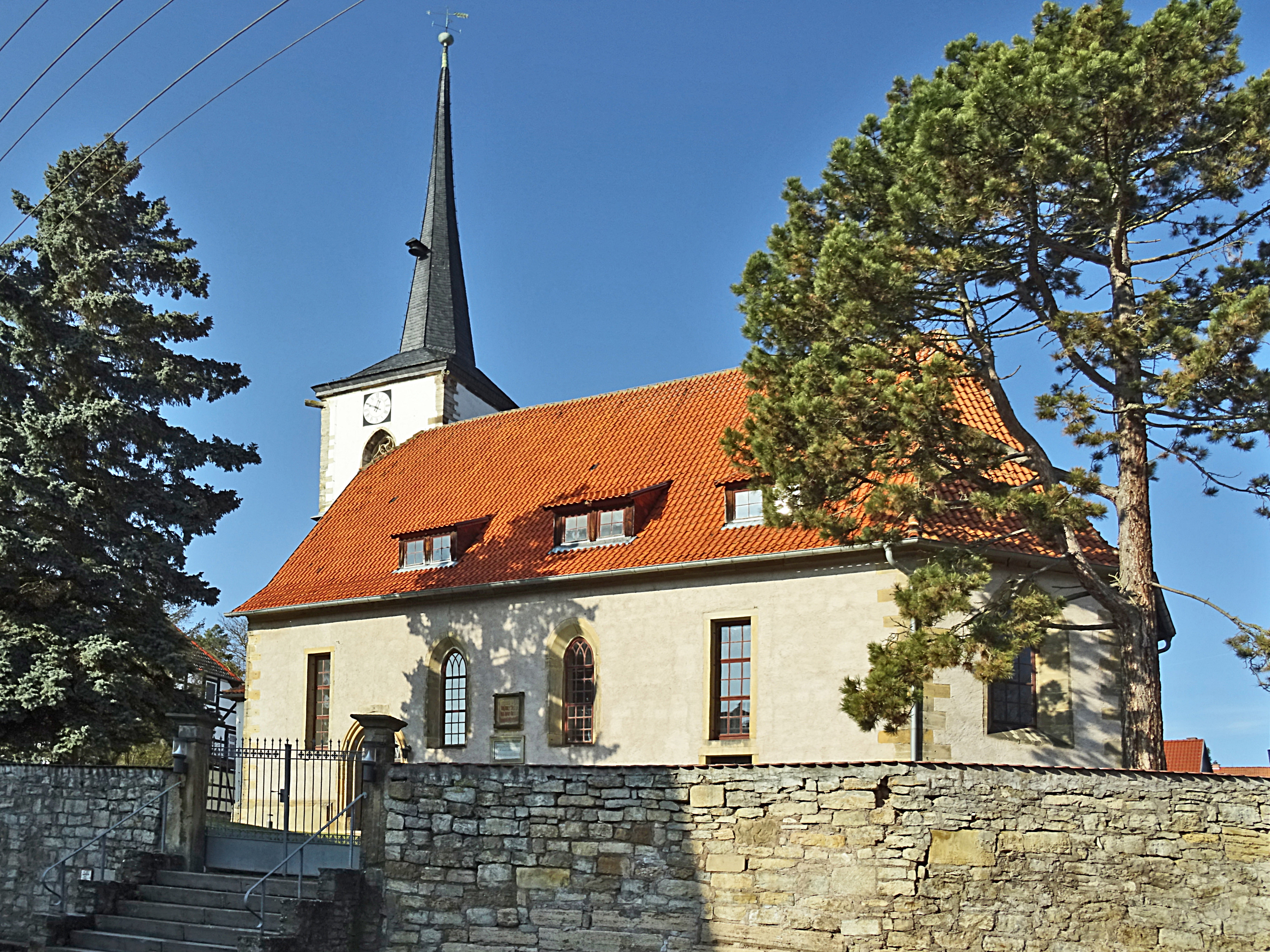
Kirche

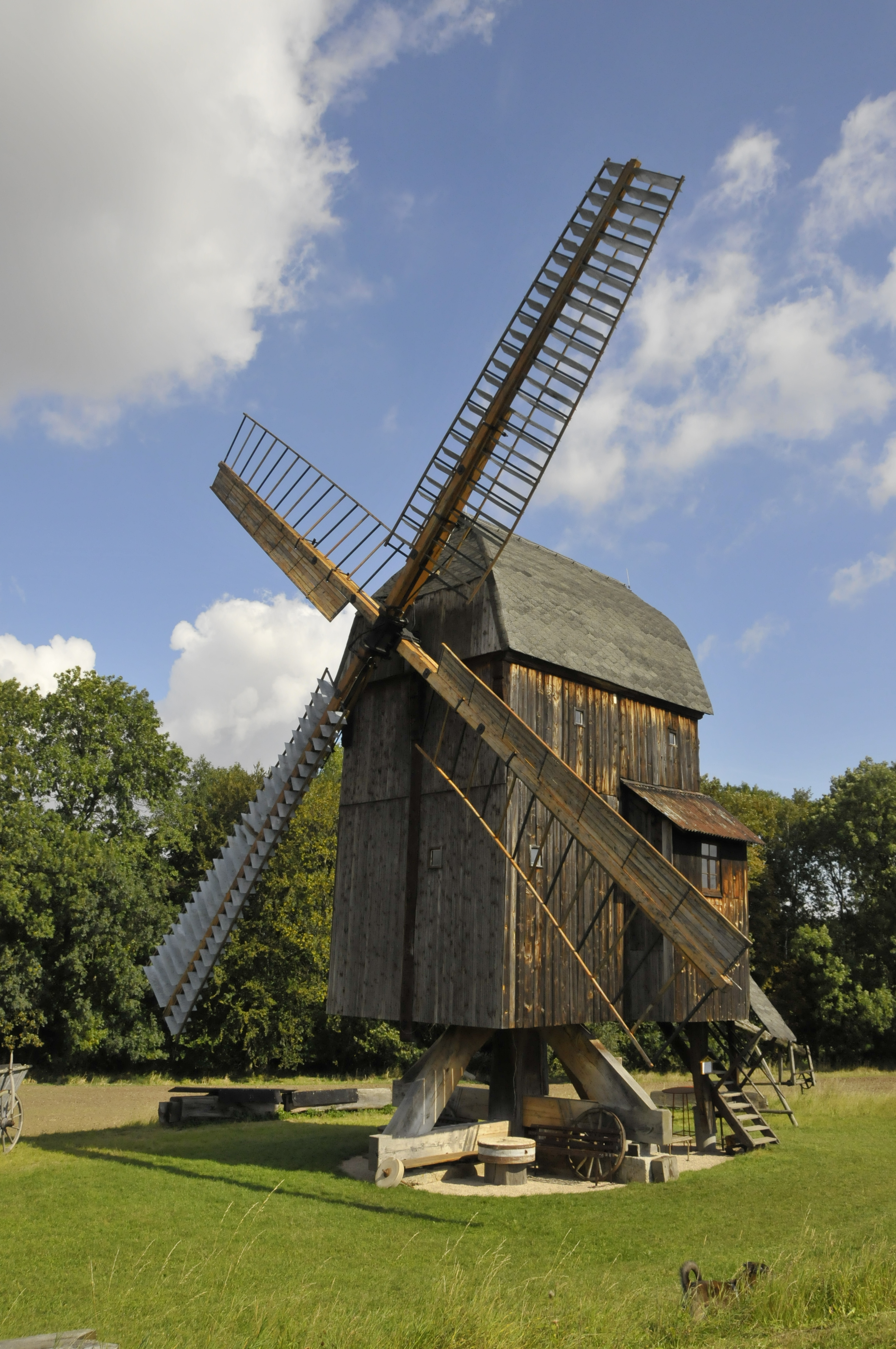
Bockwindmühle bei Ballstädt

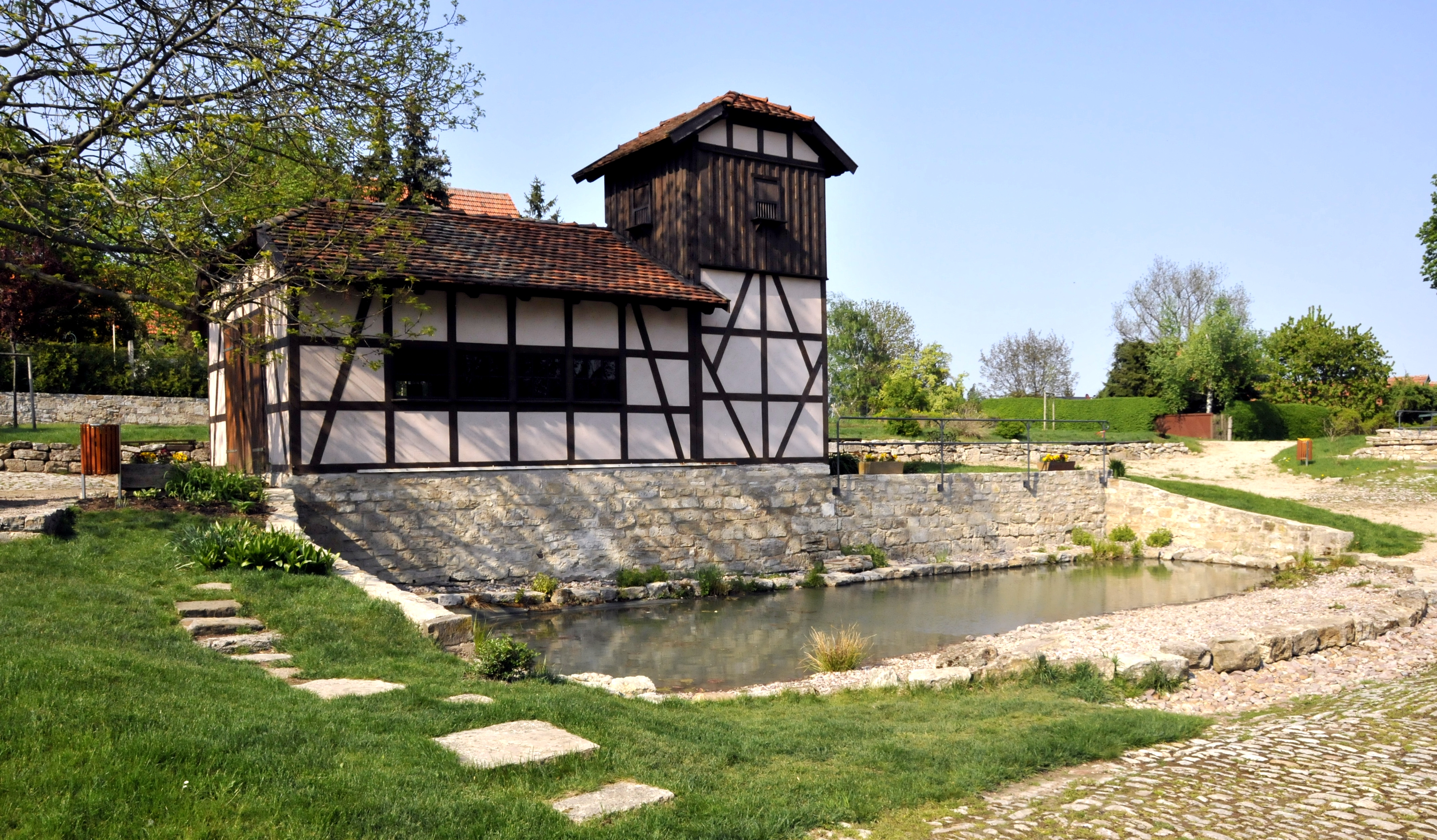
Das neue Taubenhaus mit dem davor liegenden Teich in der Rittergut-Parkanlage

- Sehenswert ist der Wehrkirchturm der St.-Petri-Kirche. Sie ging 1497 aus einer Kapelle hervor, was aus einer an der Südwand der Kirche angebrachten Schrifttafel zu erkennen ist. 1696 wurde die Kirche erheblich umgebaut. Gleichzeitig erhielt sie eine neue Orgel, die wiederum  1836 und 2012 erneuert wurde. 1855 erhielt die Kirche eine Turmuhr[14]
- Die Mühlen: Das Mühlrad im Wappen weist auf die Bedeutung des Müllerhandwerks für das Dorf hin. Außer einer Windmühle gab es in Ballstädt auch drei Wassermühlen. Sie wurden durch die Tonna angetrieben, einem Bach, der am Südrand des Dorfes entspringt und ein paar Kilometer nördlich in die Unstrut mündet. Entsprechend ihrer Lage entlang des Bachlaufs hießen sie Ober-, Mittel- und Untermühle. Diese Namen werden innerhalb des Dorfes auch heute noch verwendet, auch wenn bei keinem der drei Häuser die Mühlenanlagen erhalten sind. Die Untermühle ist gar völlig abgerissen.
- Wenige hundert Meter nördlich des Dorfes in der Nähe des Bachlaufs der Tonna steht an der Straße Am Eselsstieg eine Bockwindmühle. Sie wurde 1834 erbaut und 1930 aus Eggersdorf zum heutigen Standort umgesetzt.[15] Alljährlich am Deutschen Mühlentag (Pfingstmontag) ist sie zur Besichtigung geöffnet. Die Mühle ist ein geschütztes Kulturdenkmal des Landkreises Gotha.[16]
- Die Waidmühle: Aus einem Dokument über die Zahlung von „Waidgeld“ geht hervor, dass in Ballstädt spätestens seit 1378 Färberwaid angebaut und verarbeitet wurde. Ein Mühlstein einer Waidmühle ist bis in die Gegenwart erhalten geblieben. 2014 wurde, finanziert durch private Spenden und öffentliche Gelder, die Waidmühle funktionstüchtig und originalgetreu, jedoch nicht am ursprünglichen Standort, wieder aufgebaut. Im Sommer 2015 fand die feierliche Eröffnung und Erprobung statt.
- In der Umgebung befinden sich Ausläufer des Hainich, die Fahner Höhe, mit ausgedehntem Mischwald und reicher Flora, insbesondere im Blütengrund, der im zeitigen Frühjahr viele Besucher anzieht.
- Neben der Kirche befindet sich das Areal eines ehemaligen Rittergutes, das in den Jahren 1200 bis 1500 im Besitz von Herrmann und Heinrich von Ballstädt war. Das Gut wurde ab 1958 von der LPG bewirtschaftet. „Mit dem Nutzungsrecht durch die LPG begann auch der Verfall des Gutes (des Gutswohnhauses), da die Erhaltungskosten nicht aufgebracht wurden“.[17] 1990 fiel es an die Erben des letzten Besitzers, seit 1996 war es unbewohnt. Seitdem verfiel es gänzlich, wurde im Jahr 2004 durch die Gemeinde aufgekauft und 2005 abgerissen. Lediglich die Grundmauern und Keller, die für die Besucher verkehrssicher hergerichtet wurden, erinnern heute noch an das Anwesen. Das alte Taubenhaus wurde 2006 durch einen Neubau im Fachwerkstil erneuert und ein Teich davor angelegt. Am 8. September 2007 wurde das neue Parkgelände feierlich eingeweiht.[18]
- Ballstädt hat ein ausgeprägtes Vereinsleben, dass u. a. mit dem Maien- und Waidfest an verschiedene Aspekte der Geschichte des Ortes erinnert.[19]
- Siehe auch: Liste der Kulturdenkmale in Nessetal

## Partnergemeinde
Die Partnergemeinde von Ballstädt ist Miehlen, eine Ortsgemeinde im Rhein-Lahn-Kreis in Rheinland-Pfalz. Der „Miehlener Platz“ in der Ortsmitte (eigentlich Hauptstraße 4 bis 8) erinnert daran.

## Wirtschaft und Infrastruktur

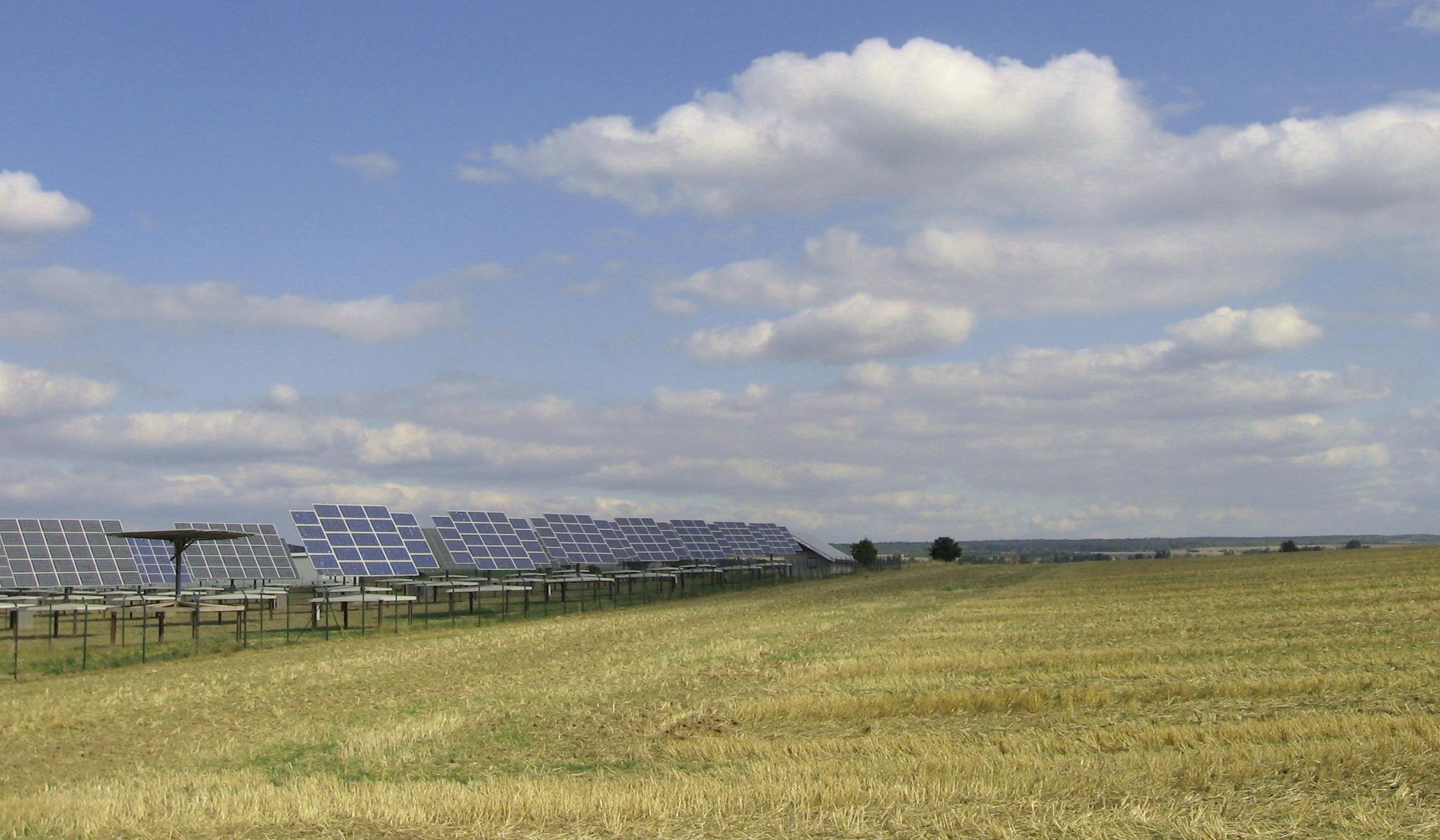
Photovoltaikanlage im Ballstädter Gewerbegebiet (südlich des Ortes an der Straße nach Eschenbergen)

Die Wirtschaft besteht vorwiegend aus Kleingewerben. Seit 1990 gibt es kaum noch bäuerliche Betriebe.
Der nordwestlich des Dorfes gelegene Bahnhof ist Haltepunkt der Bahnstrecke Gotha–Leinefelde und war bis 1947 Endpunkt der Bahnstrecke Ballstädt–Straußfurt, deren Teilstück bis Gräfentonna als Reparationszahlung an die Sowjetunion 1946 demontiert wurde.
Ballstädt wurde im November 2008 Teilnehmer eines Pilotprojektes zum Ausbau der Telekommunikationstechnik im ländlichen Raum. Dabei wurde durch das Telekommunikationsunternehmen Arcor ein VDSL-Breitband-Internetzugang mit einer Bandbreite von bis zu 50 MBit/s eingerichtet.
Nachdem der aus einem Konsum hervorgegangene Lebensmittelladen einige Jahre nach der Wiedervereinigung schloss und im Jahr 2014 auch der örtliche Bäcker aufgab, gab es im Ort keine Einkaufsmöglichkeit mehr. Daraufhin gründete sich im März 2015 die Bürgergenossenschaft Konsum Ballstädt eG, die den Lebensmittelladen renovierte und unter dem Namen Der neue Konsum im November 2015 als erstes genossenschaftlich geführtes Lebensmittelgeschäft in Thüringen wiedereröffnete.
2020 wurde von der Diakonie Gotha die Seniorenwohnanlage „Am Anger“ mit 48 Plätzen eröffnet, die nun größter Arbeitgeber des Ortes ist.

## Persönlichkeiten
- Tobias Kiel (1584–1626), deutscher ev. Pfarrer, Verfasser von Schauspielen und geistlichen Liedern
- Johann Martersteck (Theologe) (1628–1663), deutscher Hofbeamter und geistlicher Dichter[24]